# 도쿄 전도
도쿄 전도(東京奠都)는 메이지 유신 이후 일본의 수도를 도쿄로 정한 사건이다. 1868년 에도를 도쿄로 개칭한 뒤 연호를 메이지로 고친 후 천황이 도쿄에 갔으며 1869년 정부도 교토에서 도쿄로 옮겨왔다.

## 천도의 움직임
대정봉환과 왕정복고의 대호령 이후 교토는 막말 정치의 중심지로 떠올랐으나 메이지 신정부는 천황 친정을 위해 천도가 필요하다는 목소리가 커져갔다. 이때만 해도 에도의 정세가 불안정했기에 천도는 주로 오사카가 언급되었다.
도바·후시미 전투가 끝난 직후인 1868년 2월 10일(게이오 4년 1월 17일) 참여 오쿠보 도시미치는 총재 아리스가와노미야 다루히토 친왕에게 메이지 천황이 이와시미즈 하치만궁을 참배하고 오사카에 행행한 뒤 그대로 오사카에 머무를 것을 제언했다. 이는 조정의 구습을 일신하고 외교를 진척하며 군을 정비하는 것을 목적으로 한 것이었다. 6일 뒤 태정관 회의에서 오사카 천도를 위한 건백서가 제출되었다. 하지만 공가를 비롯한 보수파는 천 년간 수도의 역할을 해온 교토를 포기하는 것에 격렬히 반발했고 결국 건백서는 3일 뒤 폐기되었다. 이후 오쿠보는 이와쿠라 도모미를 통해 보수파가 거절하기 힘든 친정을 위한 일시적인 오사카 행행을 제안했고 3일 뒤 받아들어졌다.
하지만 교토의 공가와 시민들은 오사카 행행이 천도로 이어지지 않을까 우려하여 여전히 불만의 목소리는 높았고 결국 태정관이 동행한다는 계획은 취소되었다. 4월 13일(음력 3월 21일) 천황이 부총재 산조 사네토미 등 1,655명과 함께 교토를 출발해 이틀 뒤 오사카에 도착하여 이곳을 행재소로 삼았다. 천황은 덴포산에서 군함을 관람하는 등 40여 일 동안 오사카에 머무르다가 5월 29일(음력 윤4월 8일) 교토로 돌아왔다.
그런데 5월 3일(음력 4월 11일) 에도 개성이 이루어지면서 에도가 새롭게 천도 지역으로 주목받기 시작했다. 사쓰마번이 세운 양학교에서 교편을 잡고 있던 마에지마 히소카는 에도 천도를 주장하는 건백서를 오쿠보에게 보냈는데 그 내용은 오사카는 수도가 되지 않아도 쇠퇴할 우려가 없으나 에도 막부가 붕괴하면서 막부의 중심지였던 에도는 시민들이 귀향하는 등 쇠퇴의 우려가 있으니 에도로 천도해야 한다는 것이었다. 마에지마는 수도는 국가의 중앙에 위치해야 하는데 오사카는 서쪽에 치우쳐 있고 도로도 협소한데 비해 에도는 제후의 번저가 남아있어 관청으로도 사용할 수 있다며 에도 천도를 주장했다.
이후 오쿠보도 도쿠가와씨를 슨푸로 옮겨가게 한 뒤 에도를 도쿄로써 하는 것이 상책이라며 에도 천도를 지지하게 된다.
하지만 보수파와 교토 시민들의 반대는 여전히 컸다. 막부와의 보신 전쟁이 아직 끝나지 않았고 유신이 이루어진 것도 얼마 안 돼 정국이 혼란스러웠는데 특히 특정 번벌과 파벌에 의해 신정부의 정책이 결정되는 것에 불만을 가진 세력들이 일부 공경과 손을 잡고 천황의 도쿄 행행에 반대하는 등 반발이 끊이지 않았다.

## 도쿄로 개칭
5월 22일(윤4월 1일) 오키 다카토와 에토 신페이가 사가번을 대표해 동서 양경제를 주장하는 건백서를 이와쿠라에게 제출했다. 동일본은 천황의 덕이 제대로 미치지 못했으므로 동일본을 안정시키기 위해 에도를 도쿄로 개칭하고 이를 거점으로 삼아 인심을 다잡는 것이 중요하다는 것이 골자였다. 그리고 궁극적으로는 도쿄와 교토를 양경으로 하여 연결해야 한다는 것이었다.
7월 13일(음력 5월 24일) 도쿠가와씨를 슨푸로 옮기기로 결정이 나자 오키와 에토가 주장했던 동서 양경제도 함께 채택되었다. 정부는 8월 7일(음력 6월 19일) 참여 기도 다카요시와 오키를 에도에 파견해 새로운 수도로써 적합한지 조사하도록 했다. 두 사람은 아리스가와 친왕, 산조, 오쿠보, 에토 등과 협의한 뒤 (음력 7월 7일) 교토에 돌아와서 전도가 가능하다는 보고서를 제출했다. (음력 7월 17일) 일본은 하나의 가족으로써 동서를 모두 중시해야 하는데 에도는 동일본 제1의 도시이니 천황이 여기서 정무를 살피도록 하며 또한 에도의 이름을 도쿄로 고친다는 조서가 내려졌다. 보수파의 반대를 우려해 도쿄 전도를 명백히 언급하진 않았으나 사실상 동서 양경제의 방안을 수용한 셈이었다.

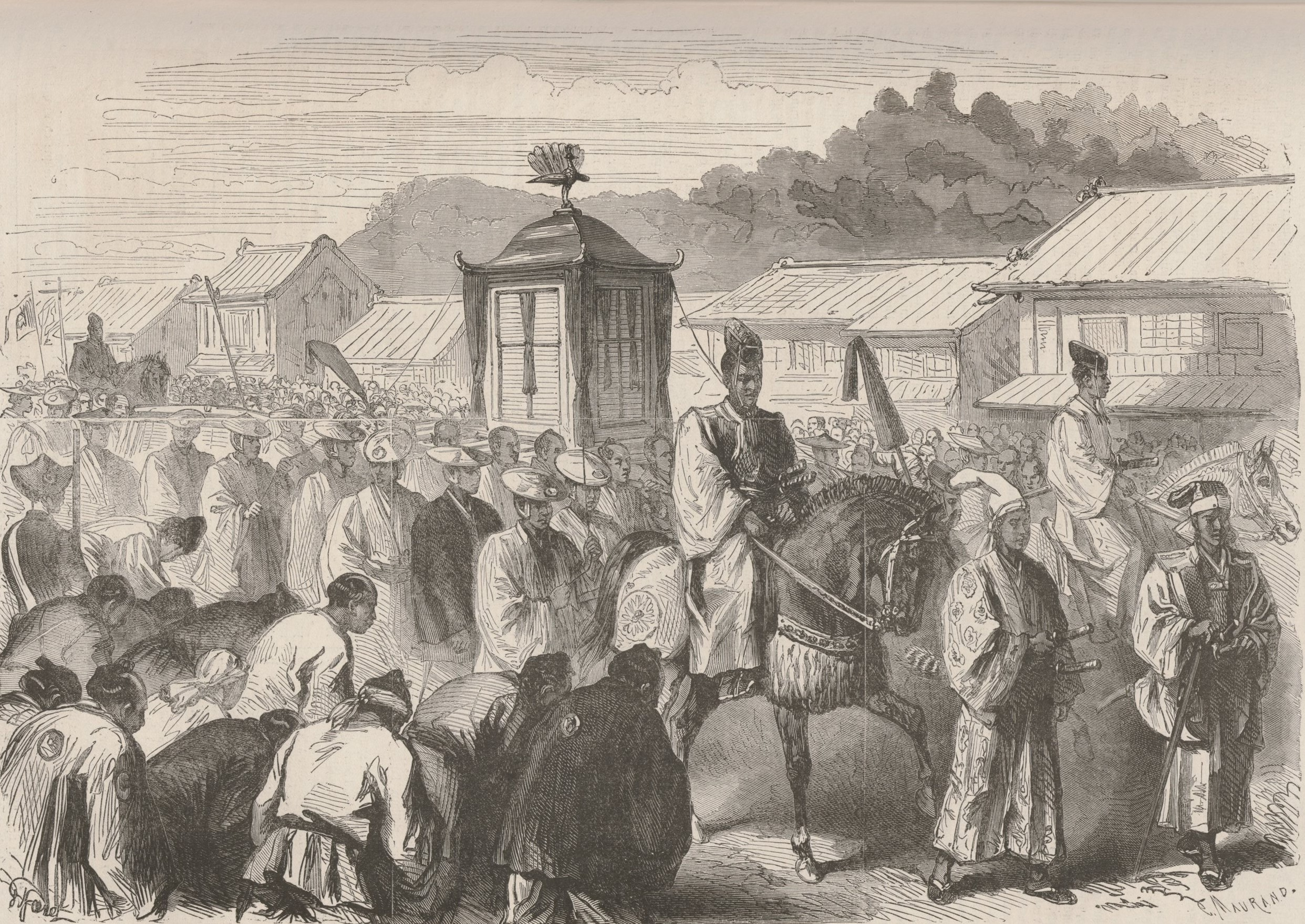
메이지 천황의 도쿄 행행("Le Monde Illustre", 1869년 4월 1일)

10월 12일(음력 8월 27일) 그동안 지연되었던 즉위식을 거행한 뒤 11월 4일(음력 9월 20일) 교토를 출발하여 도쿄 행행이 시작됐다. 행행에는 이와쿠라, 참정 나카야마 다다야스, 외국관 지사 다테 무네나리 등이 함께했으며 조슈번, 도사번, 오카야마번, 오즈번의 병사를 포함해 3,300여 명이 호위했다. 11월 26일(음력 10월 13일) 에도성에 도착했고 그날로 에도성을 황거로 규정하고 도쿄성으로 개칭됐다. 나흘 뒤 황국 일체와 동서 동시의 기치 아래 내외의 정사를 직접 재결한다는 조서를 내렸다.

## 수도 기능의 도쿄 이전
도쿄 행행 이후 다시 교토로 돌아가야 했으나 산조가 반대 의견을 개진했다. 교토와 오사카는 수천 년 동안 천황의 은혜를 입었으나 도쿄는 300년 동안 도쿠가와씨로부터 혜택을 받았으니 천황이 다시 교토로 간다면 도쿄의 원망을 살 것이라는 것이 산조의 논리였다. 산조는 도쿄는 지세가 뛰어난 곳이므로 도쿄를 잃으면 천하를 잃게 되고 도쿄의 인심을 얻는 것은 곧 교토와 오사카의 성쇠로 이어진다고 말했다.
산조의 반대로 교토로 돌아가는 일정이 연기되었으나 이와쿠라가 부친 고메이 천황의 대상제와 황후 책봉례를 거행할 필요가 있다고 주장해 1869년 1월 20일(음력 1868년 12월 8일) 도쿄를 떠나 2월 3일(음력 12월 22일) 교토로 돌아왔다. 이때 도쿄 시민들이 불안해하지 않도록 다시 도쿄에 행행하겠다고 했다.
3월 7일(음력 1월 25일) 도쿄로 다시 행행하기에 앞서 이와쿠라는 정부나 민간에서 천황의 뜻도 모른 채 천도를 논하는 경우가 많고 교토와 오사카의 민심이 동요하고 있는 것을 고려해 동일본은 천황의 덕이 오래 미치지 못했으므로 다시 도쿄에 가야 한다는 뜻을 알려야 한다고 천황에게 건의했다. 한편 신하된 몸으로 감히 천도를 논하는 것은 옳지 않다는 뜻도 함께 고했다.
4월 18일(음력 3월 7일) 1년 뒤에 다시 교토로 돌아오겠다고 한 뒤 천황은 두 번째 도쿄 행행에 나섰다. 5월 9일(음력 3월 28일) 천황이 도쿄성에 도착했으며 곧이어 태정관도 도쿄로 옮겨온 뒤 교토에 유수관을 설치했다. 11월 27일(음력 10월 24일) 황후도 도쿄에 오면서 도쿄는 황실의 거처가 되었다.
천황이 도쿄에 행행할 때마다 공경과 번주, 교토의 관리와 시민들은 행행의 중지와 반대의 목소리를 높였다. 이에 정부는 앞으로도 천황의 행행은 자주 있을 것이나 교토는 천 년간 수도였으므로 특별히 여기고 있으니 우려하지 않아도 좋다는 유고를 교토부에서 내리도록 했다. 이는 민심의 동요를 막기 위함이었다. 하지만 도쿄 행행 반대 소동이 벌어질 때에는 틈을 노려 나고야 천도의 목소리도 나오는 등 천도에 대한 불안정한 상황은 한동안 이어졌다.
이후 교토에서는 교토 어소만 남고 1871년까지 형부성, 대장성, 병부성 등 중앙행정기관이 차례차례 도쿄로 이전했다. 유수관도 교토 궁내성에 합쳐졌다가 다시 도쿄로 옮겨갔고 이로써 교토에 남아있던 수도의 기능은 모두 도쿄로 옮겨가게 되었다.
1870년 4월 14일(음력 3월 14일) 동일본이 아직 어수선하고 흉작이 이어지고 있으며 국고가 부족한 점을 이유로 들어 교토로 돌아갈 일정을 연기했다. 그리고 1871년 12월 28일(음력 11월 17일) 대상제를 처음으로 도쿄에서 거행했다.

## 이후
1872년 6월(음력 5월) 천황이 다시 교토로 갔는데 지금까진 환행이라 표현하던 것을 이번엔 행행이라고 했다. 사실상 도쿄가 수도로 기능하게 되었음을 보여주는 것이지만 보수파의 반발을 우려해 1889년 「황실전범」을 제정하면서 즉위례와 대상제를 교토에서 행한다는 규정을 두었다. 또한 1912년 메이지 천황이 서거하자 장례는 도쿄에서 치른 뒤 능은 교토에 조성했다. 또한 1915년 다이쇼 천황의 즉위례와 메이지 천황의 대상제도 교토에서 진행됐다.
다이쇼 천황이 서거한 뒤 1927년 도쿄에 처음으로 천황릉을 조성했다. 다음 해에 쇼와 천황의 즉위례와 다이쇼 천황의 대상제가 교토에서 진행됐다.
전후인 1947년 구 「황실전범」을 폐지한 뒤 현행 「황실전범」이 시행되었는데 과거와는 달리 즉위례와 대상제를 시행한다고만 규정했을 뿐 장소를 명시하지 않았다. 1950년에는 「수도건설법」이 제정됐는데 도쿄도를 수도로 언급했다. 또한 1956년 「수도권정비법」이 제정되었을 때도 도쿄도와 정령에서 정하는 구역을 수도권으로써 규정했다.
1990년 아키히토의 즉위례가 처음으로 도쿄에서 거행됐다. 이때 교토에서 천황과 황후의 옥좌를 도쿄로 옮겼다가 즉위례 이후 다시 교토로 돌려보냈다. 이는 2019년 나루히토의 즉위례 때도 반복되었다.

## 전도와 천도의 차이
전도는 수도를 정한다는 뜻이고 천도는 수도를 옮기는 것을 말한다. 정치의 중심이 이동한다는 점에선 거의 비슷한 의미지만 천도의 경우 옛 수도가 기능을 상실한다는 뜻을 포함한다는 차이가 있다.
1895년 교토시에서 794년에 있었던 헤이안 천도를 기념하여 헤이안 전도 천백년 기념제를 열었던 것처럼 전도란 말은 널리 쓰이는 표현이었다. 1898년 도쿄 전도 30주년을 기념하며 출판된 『전도 30년』에서도 도쿄와 교토가 모두 수도라면서도 도쿄천도라는 표현이 보인다.
1917년 도쿄 전도에 대한 본격적인 연구가 오카베 세이이치에 의해 이루어졌다. 오카베는 도쿄 전도는 천도가 아니라며 수도를 도쿄로 옮긴 것이 아니라 교토와 함께 도쿄가 병립하여 수도로 기능하고 있다고 주장했다. 1919년 도쿄시가 발행한 『도쿄 전도』에서도 교토 유수관이 폐지되고 도쿄 전도가 완료됐지만 도쿄와 교토는 양경으로 병립하고 있으며 천도가 이루어졌다는 공식적인 발표도 없었다고 주장했다.
『교토의 역사』 제7권에서는 천황의 두 번째 도쿄 행행 대 태정관도 도쿄로 옮겨가면서 사실상 천도가 이루어졌다고 밝히고 있으며 사사키 스구루 교토 대학 명예교수는 교토는 도읍이 아니라고 부정당한 적은 없으니 전도가 적절한 표현일지도 모르겠지만 정부기관이 교토에서 이미 옮겨갔으므로 천도가 보다 정확한 표현이라는 의견을 내놓았다.
현대에 와서는 전도보다 천도라는 표현이 더 많이 쓰이는데 이는 제2차 세계 대전 이후에 '전' 자가 당용한자에 포함되지 않아 천도라는 표현이 널리 퍼졌기 때문이다.

## 같이 보기
- 메이지 유신
- 메이지 천황
- 에도 개성
- 일본의 수도